# Binatlı Yılmaz SK
Binatlı Yılmaz Spor Kulübü ist ein türkisch-zyprischer Fußballverein aus Güzelyurt in der Türkischen Republik Nordzypern.
Binatlı Yılmaz gewann die Süper Lig zuletzt in der Saison 2002/03. Die Vereinsfarben sind gelb und grün. Das Heimstadion des Vereins ist das Zafer Stadion.

## Erfolge
- Kuzey Kıbrıs Süper Ligi: (1)

2002-03
- Kıbrıs Kupası: (1)

2005